# Степанківська Галина Костянтинівна
Галина Костянтинівна Степанківська (19 травня 1922 — 12 березня 2017) — український акушер-гінеколог, професор (1970), Заслужений діяч науки УРСР (1987), зав. кафедрою акушерства і гінекології № 1 КМІ (1974—1990). Член Європейської асоціації акушерів-гінекологів, чл-кор. АН УРСР (1991), член-кореспондент НАН (1991) і АМН (1993) України, лауреат Державної премії України .

## Біографія
Народилася в містечку Старий Пиків Вінницької області в 1922 році. Батько Костянтин Якович Степанківський (1892—1953) був відомим в Києві акушером-гінекологом. Мати Катерина Миколаївна (1895—1954) — акушерка.
У 6 років з сім'єю переїхала до Вінниці, а потім до Києва, де старша сестра Олена вирішила поступати в інститут. Закінчила київську школу №35 і в 1940 році вступила до Київського медичного інституту. Під час війни працювала санітаркою у військовому госпіталі разом з батьками і сестрою. Після того, як батько отримав важку контузію, Галину відправили в Казань, де вона в 1943—1944 роках навчалася в Казанському медичному інституті. Пізніше повернулася до Києва і закінчила в 1946 році Київський медичний інститут .
Працювала в Інституті педіатрії, акушерства та гінекології. Пройшла школу професора С. П. Виноградової, академіка А.П.Миколаєва, клініциста доцента О. І. Євдокимова і професора Н. С. Бакшеєва .
У 1955 році вийшла заміж за Кирила Олександровича Такайшвілі (7 жовтня 1921-29 серпня 1990) — кандидата медичних наук. Дітей не було.
З 1963 року доцент кафедри акушерства і гінекології № 1 КМІ. У 1967 році захистила докторську дисертацію на тему "Переношування вагітності. Питання патогенезу, клініки і лікування ". З 1970 р. професор, з 1974 по 1990 рік зав. кафедрою акушерства і гінекології № 1 КМІ. З 1990 року професор кафедри акушерства і гінекології № 1.
Автор понад 240 наукових робіт, в тому числі п'яти монографій. Підготувала понад 50 дисертантів, серед яких 7 докторів медичних наук. Протягом 18 років очолювала наукове товариство акушерів-гінекологів України та була організатором 3 з'їздів, які проводилися один раз в 5 років.

## Нагороди
- Орден Вітчизняної війни 2 ступеня
- Орден Трудового Червоного Прапора
- Орден «За мужність» III ступеня
- Нагрудний знак «Знак Пошани»
- 11 медалей.

## Праці
- Невідкладні стани в акушерстві та гінекології / Галина Костянтинівна Степанківська (ред.) — К .: Здоров'я, 2000. — 672с.
- Степанківська Галина Костянтинівна. Амбулаторне лікування хворих з гінекологічними захворюваннями [Текст]. — Київ: Здоров'я, 1974. — 176 с.
- Післяпологова інфекція / Г. К. Степанківська, С. Я. Сольський. — Київ: Здоров'я, 1989. — 133 с.
- Злоякісні новоутворення яєчників / Г. К. Степанківська. — Київ: Здоров'я, 1985. — 134 с.